# طواف عمان 2023
طواف عمان 2023 هو سباق دراجات هوائية من فئة  2.1، وهو الموسم الثاني عشر من طواف عمان، وأقيم خلال الفترة من 11 فبراير 2023، وحتى 15 فبراير 2023، وشارك فيه  124 متسابقاً.
فاز بالمركز الأول وفي ترتيب النقاط وفي ترتيب النقاط للشباب Matteo Jorgenson ‏، وفاز بالمركز الثاني Mauri Vansevenant ‏، وفاز بالمركز الثالث جيوفري بوشارد، وفاز في ترتيب الفرق بورا–هانسغروه، وفاز في تصنيف القتال Fredrik Dversnes ‏.

## الفرق
| فرق عالمية (9)- AG2R Citroën Team - Arkéa-Samsic - Astana Qazaqstan Team - Bora-Hansgrohe - Cofidis - Intermarché-Circus-Wanty - Movistar Team - Soudal Quick-Step - UAE Team Emirates فرق برو (7)- بنجوال باوليز ساوكس دبليو بي ‏ - برجس بي إتش 2023 ‏ - Equipo Kern Pharma ‏ - Human Powered Health - Israel-Premier Tech - Lotto Dstny - أونو اكس برو سايكلنج تيم 2023 ‏ فرق قارية (2)- تيرينجانو 2023 ‏ - JCL Team Ukyo ‏ فريق وطني- فريق سلطنة عمان لسباق الدراجات للرجال‏ |  |
| |  |

## المراحل
| قائمة المراحل | قائمة المراحل | قائمة المراحل                                  | قائمة المراحل      | قائمة المراحل | قائمة المراحل | قائمة المراحل      | قائمة المراحل     |
| المرحلة       | التاريخ       | الدورة                                         |                    | المسافة (كم)  | الارتفاع      | الفائز بالمرحلة    | القائد العام      |
| ------------- | ------------- | ---------------------------------------------- | ------------------ | ------------- | ------------- | ------------------ | ----------------- |
| المرحلة 1     | 11 فبراير     | ولاية الرستاق – مركز عُمان للمؤتمرات و المعارض ‏ | مرحلة مستوية       | 147٫4         | 807 م         | تيم ميرلير         | تيم ميرلير        |
| المرحلة 2     | 12 فبراير     | مجمع السلطان قابوس الرياضي – ولاية قريات       | مرحلة جبلية متوسطة | 174           | 2051 م        | خيسوس هييرادة      | خيسوس هييرادة     |
| المرحلة 3     | 13 فبراير     | Al Khobar ‏ – Jabal Haat ‏                       | مرحلة جبلية        | 152           | 1584 م        | Matteo Jorgenson ‏  | Matteo Jorgenson ‏ |
| المرحلة 4     | 14 فبراير     | ولاية إزكي – Yitti Hills ‏                      | مرحلة جبلية        | 205           | 1447 م        | دييغو يليسي        | Matteo Jorgenson ‏ |
| المرحلة 5     | 15 فبراير     | ولاية سمائل – الجبل الأخضر                     | مرحلة جبلية متوسطة | 152           | 1970 م        | Mauri Vansevenant ‏ | Matteo Jorgenson ‏ |

## النتيجة

### مرحلة 1
هي مرحلة مستوية، أقيمت في 11 فبراير 2023، وامتدّت لمسافة 147.4 كيلومتر. فاز بالمركز الأول، وتصدر ترتيب النقاط والترتيب العام في نهاية المرحلة تيم ميرلير، وتصدر ترتيب النقاط للشباب دايفيد ديكر، وتصدر ترتيب الفرق فريق الإمارات، وتصدر تصنيف القتال جيروين مايرز.
| التصنيف العام         | التصنيف العام     | التصنيف العام                 | التصنيف العام | التصنيف العام |
| العداء                | العداء            | الفريق                        | الوقت         |               |
| --------------------- | ----------------- | ----------------------------- | ------------- | ------------- |
| 1                     | تيم ميرلير        | Soudal Quick-Step             | 3 س 30 د 50 ث |               |
| 2                     | دايفيد ديكر       | اركيا سامسيك                  | + 4 ث         |               |
| 3                     | جيروين مايرز      | تيرينجانو سايكلنج تيم ‏        | + 5 ث         |               |
| 4                     | Axel Zingle ‏      | Cofidis                       | + 6 ث         |               |
| 5                     | Rodrigo Álvarez ‏  | برجس بي إتش ‏                  | + 6 ث         |               |
| 6                     | آرنه ماريت ‏       | Intermarché-Circus-Wanty      | + 10 ث        |               |
| 7                     | كريستوفر هالفورسن | أونو اكس برو سايكلنج تيم ‏     | + 10 ث        |               |
| 8                     | باسكال أكرمان     | فريق الإمارات                 | + 10 ث        |               |
| 9                     | Matt Walls ‏       | بورا هانسغروه                 | + 10 ث        |               |
| 10                    | Alexander Salby ‏  | بنجوال باوليز ساوكس دبليو بي ‏ | + 10 ث        |               |
|                       |                   |                               |               |               |
| مصدر: ProCyclingStats |                   |                               |               |               |

### مرحلة 2
هي مرحلة جبلية متوسطة، أقيمت في 12 فبراير 2023، وامتدّت لمسافة 174 كيلومتر. فاز بالمركز الأول، وتصدر الترتيب العام في نهاية المرحلة وترتيب النقاط خيسوس هييرادة، وتصدر ترتيب الفرق برجس بي إتش 2023 ‏، وتصدر ترتيب النقاط للشباب Maxim Van Gils ‏، وتصدر تصنيف القتال جيروين مايرز.
| التصنيف العام         | التصنيف العام      | التصنيف العام                 | التصنيف العام | التصنيف العام |
| العداء                | العداء             | الفريق                        | الوقت         |               |
| --------------------- | ------------------ | ----------------------------- | ------------- | ------------- |
| 1                     | خيسوس هييرادة      | Cofidis                       | 7 س 51 د 57 ث |               |
| 2                     | Maxim Van Gils ‏    | Lotto Dstny                   | + 4 ث         |               |
| 3                     | دييغو يليسي        | فريق الإمارات                 | + 6 ث         |               |
| 4                     | Mauri Vansevenant ‏ | Soudal Quick-Step             | + 10 ث        |               |
| 5                     | Matteo Jorgenson ‏  | موفيستار                      | + 10 ث        |               |
| 6                     | أليكسي لوتزينكو    | Astana Qazaqstan Team         | + 13 ث        |               |
| 7                     | دافيد فورمولو      | فريق الإمارات                 | + 15 ث        |               |
| 8                     | Lennert Teugels ‏   | بنجوال باوليز ساوكس دبليو بي ‏ | + 15 ث        |               |
| 9                     | Niklas Eg ‏         | أونو اكس برو سايكلنج تيم ‏     | + 15 ث        |               |
| 10                    | Harold Tejada ‏     | Astana Qazaqstan Team         | + 15 ث        |               |
|                       |                    |                               |               |               |
| مصدر: ProCyclingStats |                    |                               |               |               |

### مرحلة 3
هي مرحلة جبلية، أقيمت في 13 فبراير 2023، وامتدّت لمسافة 152 كيلومتر. فاز بالمركز الأول، وتصدر الترتيب العام في نهاية المرحلة وترتيب النقاط وترتيب النقاط للشباب Matteo Jorgenson ‏، وتصدر ترتيب الفرق بورا–هانسغروه، وتصدر تصنيف القتال جيروين مايرز.
| التصنيف العام         | التصنيف العام       | التصنيف العام         | التصنيف العام  | التصنيف العام |
| العداء                | العداء              | الفريق                | الوقت          |               |
| --------------------- | ------------------- | --------------------- | -------------- | ------------- |
| 1                     | Matteo Jorgenson ‏   | موفيستار              | 11 س 25 د 48 ث |               |
| 2                     | Mauri Vansevenant ‏  | Soudal Quick-Step     | + 6 ث          |               |
| 3                     | جيوفري بوشارد       | AG2R Citroën Team     | + 14 ث         |               |
| 4                     | دييغو يليسي         | فريق الإمارات         | + 15 ث         |               |
| 5                     | Maxim Van Gils ‏     | Lotto Dstny           | + 15 ث         |               |
| 6                     | خيسوس هييرادة       | Cofidis               | + 16 ث         |               |
| 7                     | Victor Langellotti ‏ | برجس بي إتش ‏          | + 18 ث         |               |
| 8                     | Cian Uijtdebroeks ‏  | بورا هانسغروه         | + 18 ث         |               |
| 9                     | كريستيان رودريغيز   | اركيا سامسيك          | + 18 ث         |               |
| 10                    | Harold Tejada ‏      | Astana Qazaqstan Team | + 22 ث         |               |
|                       |                     |                       |                |               |
| مصدر: ProCyclingStats |                     |                       |                |               |

### مرحلة 4
هي مرحلة جبلية، أقيمت في 14 فبراير 2023، وامتدّت لمسافة 205 كيلومتر. فاز بالمركز الأول، وتصدر ترتيب النقاط دييغو يليسي، وتصدر ترتيب الفرق بورا–هانسغروه، وتصدر الترتيب العام في نهاية المرحلة وترتيب النقاط للشباب Matteo Jorgenson ‏، وتصدر تصنيف القتال Fredrik Dversnes ‏.
| التصنيف العام         | التصنيف العام       | التصنيف العام            | التصنيف العام  | التصنيف العام |
| العداء                | العداء              | الفريق                   | الوقت          |               |
| --------------------- | ------------------- | ------------------------ | -------------- | ------------- |
| 1                     | Matteo Jorgenson ‏   | موفيستار                 | 16 س 02 د 36 ث |               |
| 2                     | دييغو يليسي         | فريق الإمارات            | + 5 ث          |               |
| 3                     | Mauri Vansevenant ‏  | Soudal Quick-Step        | + 5 ث          |               |
| 4                     | جيوفري بوشارد       | AG2R Citroën Team        | + 14 ث         |               |
| 5                     | Maxim Van Gils ‏     | Lotto Dstny              | + 15 ث         |               |
| 6                     | خيسوس هييرادة       | Cofidis                  | + 16 ث         |               |
| 7                     | رين تاراما          | Intermarché-Circus-Wanty | + 18 ث         |               |
| 8                     | Victor Langellotti ‏ | برجس بي إتش ‏             | + 18 ث         |               |
| 9                     | Cian Uijtdebroeks ‏  | بورا هانسغروه            | + 18 ث         |               |
| 10                    | كريستيان رودريغيز   | اركيا سامسيك             | + 18 ث         |               |
|                       |                     |                          |                |               |
| مصدر: ProCyclingStats |                     |                          |                |               |

### مرحلة 5
هي مرحلة جبلية متوسطة، أقيمت في 15 فبراير 2023، وامتدّت لمسافة 152 كيلومتر. فاز بالمركز الأول Mauri Vansevenant ‏، وتصدر تصنيف القتال Fredrik Dversnes ‏، وتصدر الترتيب العام في نهاية المرحلة وترتيب النقاط وترتيب النقاط للشباب Matteo Jorgenson ‏، وتصدر ترتيب الفرق بورا–هانسغروه.
| التصنيف العام         | التصنيف العام      | التصنيف العام     | التصنيف العام  | التصنيف العام |
| العداء                | العداء             | الفريق            | الوقت          |               |
| --------------------- | ------------------ | ----------------- | -------------- | ------------- |
| 1                     | Matteo Jorgenson ‏  | موفيستار          | 19 س 56 د 21 ث |               |
| 2                     | Mauri Vansevenant ‏ | Soudal Quick-Step | + 1 ث          |               |
| 3                     | جيوفري بوشارد      | AG2R Citroën Team | + 28 ث         |               |
|                       |                    |                   |                |               |
| مصدر: ProCyclingStats |                    |                   |                |               |

## المشاركون
| Soudal Quick-Step SOQ | Soudal Quick-Step SOQ | Soudal Quick-Step SOQ |
| --------------------- | --------------------- | --------------------- |
| م                     | عداء                  | مرتبة                 |
| 1                     | جان هيرت              | 14                    |
| 2                     | جوزيف سيرني           | 99                    |
| 3                     | فوستو ماسنادا         | 37                    |
| 4                     | تيم ميرلير (طريق)     | 72                    |
| 5                     | Bert Van Lerberghe ‏   | 74                    |
| 6                     | Mauri Vansevenant ‏    | 2                     |
| 7                     | Jordi Warlop ‏         | 62                    |

| UAE Team Emirates UAD | UAE Team Emirates UAD | UAE Team Emirates UAD |
| --------------------- | --------------------- | --------------------- |
| م                     | عداء                  | مرتبة                 |
| 11                    | دييغو يليسي           | 5                     |
| 12                    | باسكال أكرمان         | 90                    |
| 13                    | دافيد فورمولو         | 26                    |
| 14                    | ريان جيبونز           | 51                    |
| 15                    | فيجارد ستيك لاينجن    | 50                    |
| 16                    | مايكل فينك ‏           | 76                    |

| Intermarché-Circus-Wanty ICW | Intermarché-Circus-Wanty ICW | Intermarché-Circus-Wanty ICW |
| ---------------------------- | ---------------------------- | ---------------------------- |
| م                            | عداء                         | مرتبة                        |
| 21                           | لويس مينتيس                  | 18                           |
| 22                           | Francesco Busatto ‏           | 44                           |
| 23                           | آرنه ماريت ‏                  | 61                           |
| 24                           | Tom Paquot ‏                  | 58                           |
| 25                           | Simone Petilli ‏              | 27                           |
| 26                           | بابتيست بلانكايرت            | 89                           |
| 27                           | Rein Taaramäe                | 4                            |

| Arkéa-Samsic ARK | Arkéa-Samsic ARK  | Arkéa-Samsic ARK |
| ---------------- | ----------------- | ---------------- |
| م                | عداء              | مرتبة            |
| 31               | كريستيان رودريغيز | 8                |
| 32               | جينثي بيرمانز ‏    | 84               |
| 33               | دايفيد ديكر       | 100              |
| 34               | أنتوني ديلابلاسي  | 31               |
| 35               | نيكولاس ايديت     | 33               |
| 36               | Andrii Ponomar ‏   | 43               |
| 37               | ميشيل رييس        | 22               |

| أونو-إكس موبيليتي ‏ UXT | أونو-إكس موبيليتي ‏ UXT | أونو-إكس موبيليتي ‏ UXT |
| ---------------------- | ---------------------- | ---------------------- |
| م                      | عداء                   | مرتبة                  |
| 41                     | كريستوفر هالفورسن      | 71                     |
| 42                     | Louis Bendixen ‏        | 69                     |
| 43                     | Fredrik Dversnes ‏      | 93                     |
| 44                     | Niklas Eg ‏             | 12                     |
| 45                     | تورد غودميستاد ‏        | لم يبدأ-5              |
| 46                     | Magnus Kulset ‏         | 29                     |
| 47                     | لاسي نورمان هانسن      | 101                    |

| AG2R Citroën Team ACT | AG2R Citroën Team ACT | AG2R Citroën Team ACT |
| --------------------- | --------------------- | --------------------- |
| م                     | عداء                  | مرتبة                 |
| 51                    | جريج فان أفرمت        | 42                    |
| 52                    | جيوفري بوشارد         | 3                     |
| 53                    | Stan Dewulf ‏          | 41                    |
| 54                    | Jaakko Hänninen ‏      | 25                    |
| 55                    | Lawrence Naesen ‏      | 59                    |
| 56                    | أوليفر ناسن           | 48                    |
| 57                    | أندريا فيندرام        | 45                    |

| Bora-Hansgrohe BOH | Bora-Hansgrohe BOH | Bora-Hansgrohe BOH |
| ------------------ | ------------------ | ------------------ |
| م                  | عداء               | مرتبة              |
| 61                 | إيمانويل بوخمان    | 13                 |
| 62                 | جيوفاني أليوتي     | لم يبدأ-3          |
| 63                 | Florian Lipowitz ‏  | 53                 |
| 64                 | Ide Schelling ‏     | 28                 |
| 65                 | Cian Uijtdebroeks ‏ | 9                  |
| 66                 | Matt Walls ‏        | لم يبدأ-5          |
| 67                 | Ben Zwiehoff ‏      | 15                 |

| Astana Qazaqstan Team AST | Astana Qazaqstan Team AST | Astana Qazaqstan Team AST |
| ------------------------- | ------------------------- | ------------------------- |
| م                         | عداء                      | مرتبة                     |
| 71                        | أليكسي لوتزينكو           | 19                        |
| 72                        | ليوناردو باسو             | 110                       |
| 73                        | مانويل بوارو              | 88                        |
| 74                        | مارك كافنديش              | 105                       |
| 75                        | Yevgeniy Fedorov ‏         | 77                        |
| 76                        | Martin Laas ‏              | 111                       |
| 77                        | Harold Tejada ‏            | 20                        |

| Movistar Team MOV | Movistar Team MOV  | Movistar Team MOV |
| ----------------- | ------------------ | ----------------- |
| م                 | عداء               | مرتبة             |
| 81                | Matteo Jorgenson ‏  | 1                 |
| 82                | إيمانول إرفيتي     | 66                |
| 83                | Abner González ‏    | 57                |
| 84                | Mathias Norsgaard ‏ | 96                |
| 85                | ماكس كانتر         | 64                |
| 86                | إيفان سوسا         | 47                |
| 87                | كارلوس فيرونا      | 10                |

| Cofidis COF | Cofidis COF      | Cofidis COF      |
| ----------- | ---------------- | ---------------- |
| م           | عداء             | مرتبة            |
| 91          | خيسوس هييرادة    | 7                |
| 92          | François Bidard ‏ | لم يكمل السباق-4 |
| 93          | Wesley Kreder ‏   | 97               |
| 94          | Alexis Renard ‏   | 81               |
| 95          | Rémy Rochas ‏     | 23               |
| 96          | Harrison Wood ‏   | 70               |
| 97          | Axel Zingle ‏     | 73               |

| Lotto Dstny LTD | Lotto Dstny LTD   | Lotto Dstny LTD |
| --------------- | ----------------- | --------------- |
| م               | عداء              | مرتبة           |
| 101             | توماس دي جيندت    | 68              |
| 102             | Arjen Livyns ‏     | 54              |
| 103             | Sylvain Moniquet ‏ | 17              |
| 104             | ميكل شوارزمان     | 95              |
| 105             | روديجر سليج       | 108             |
| 106             | إدواردو سيبولفيدا | 40              |
| 107             | Maxim Van Gils ‏   | 6               |

| بنجوال باوليز ساوكس دبليو بي ‏ BWB | بنجوال باوليز ساوكس دبليو بي ‏ BWB | بنجوال باوليز ساوكس دبليو بي ‏ BWB |
| --------------------------------- | --------------------------------- | --------------------------------- |
| م                                 | عداء                              | مرتبة                             |
| 111                               | Cériel Desal ‏                     | 55                                |
| 112                               | فلوريس دي تير                     | 21                                |
| 113                               | Johan Meens ‏                      | 63                                |
| 114                               | Alexander Salby ‏                  | 83                                |
| 115                               | Lennert Teugels ‏                  | 16                                |
| 116                               | Luca Van Boven ‏                   | 67                                |
| 117                               | Guillaume Van Keirsbulck ‏         | 80                                |

| Equipo Kern Pharma ‏ EKP | Equipo Kern Pharma ‏ EKP | Equipo Kern Pharma ‏ EKP |
| ----------------------- | ----------------------- | ----------------------- |
| م                       | عداء                    | مرتبة                   |
| 121                     | Roger Adrià ‏            | 35                      |
| 122                     | Urko Berrade ‏           | 79                      |
| 123                     | جيوفاني كاربوني         | 24                      |
| 124                     | Pablo Castrillo ‏        | 30                      |
| 125                     | Iván Cobo ‏              | 75                      |
| 126                     | Jordi López (cyclist) ‏  | 56                      |
| 127                     | Danny van der Tuuk ‏     | 91                      |

| برجس بي إتش ‏ BBH | برجس بي إتش ‏ BBH        | برجس بي إتش ‏ BBH |
| ---------------- | ----------------------- | ---------------- |
| م                | عداء                    | مرتبة            |
| 131              | Pelayo Sánchez ‏         | 36               |
| 132              | Rodrigo Álvarez ‏        | 112              |
| 133              | Mario Aparicio ‏         | 46               |
| 134              | Miguel Ángel Fernández ‏ | 106              |
| 135              | Alejandro Franco ‏       | 60               |
| 136              | Ángel Fuentes ‏          | 82               |
| 137              | Victor Langellotti ‏     | 11               |

| فريق سلطنة عمان لسباق الدراجات للرجال‏ OMA | فريق سلطنة عمان لسباق الدراجات للرجال‏ OMA | فريق سلطنة عمان لسباق الدراجات للرجال‏ OMA |
| ----------------------------------------- | ----------------------------------------- | ----------------------------------------- |
| م                                         | عداء                                      | مرتبة                                     |
| 141                                       | Said Al Rahbi ‏                            | 109                                       |
| 142                                       | Abdullah Al-Gueilani‏                      | لم يكمل السباق-2                          |
| 143                                       | Munther Al Hsani‏                          | 87                                        |
| 144                                       | Faisal Al Mammari‏                         | 116                                       |
| 145                                       | Mazin Al Riyami‏                           | 114                                       |
| 146                                       | Mohamed Al Wahibi ‏                        | لم يكمل السباق-5                          |

| Human Powered Health HPM | Human Powered Health HPM | Human Powered Health HPM |
| ------------------------ | ------------------------ | ------------------------ |
| م                        | عداء                     | مرتبة                    |
| 151                      | آلان باناسيك             | 107                      |
| 152                      | ستيفن باسيت              | 94                       |
| 153                      | أوقست جنسن               | 65                       |
| 154                      | Bart Lemmen ‏             | لم يبدأ-3                |
| 155                      | Barnabás Peák ‏           | 92                       |
| 156                      | بنجامين بيري             | 98                       |
| 157                      | Embret Svestad-Bårdseng ‏ | 34                       |

| تيرينجانو سايكلنج تيم ‏ TSG | تيرينجانو سايكلنج تيم ‏ TSG    | تيرينجانو سايكلنج تيم ‏ TSG |
| -------------------------- | ----------------------------- | -------------------------- |
| م                          | عداء                          | مرتبة                      |
| 161                        | يوسف رقيقي                    | 103                        |
| 162                        | Jesse Ewart ‏                  | لم يبدأ-5                  |
| 163                        | Irwandie Lakasek ‏             | 113                        |
| 164                        | Nur Amirul Fakhruddin Mazuki ‏ | 85                         |
| 165                        | جيروين مايرز                  | 104                        |
| 166                        | Sainbayaryn Jambaljamts ‏      | 39                         |
| 167                        | Harrif Saleh ‏                 | 115                        |

| JCL Team Ukyo ‏ JCL | JCL Team Ukyo ‏ JCL         | JCL Team Ukyo ‏ JCL |
| ------------------ | -------------------------- | ------------------ |
| م                  | عداء                       | مرتبة              |
| 171                | بنجامين براديس             | 52                 |
| 172                | Manabu Ishibashi ‏          | 102                |
| 173                | Yūma Koishi ‏               | 38                 |
| 174                | ريمون كريدر                | 86                 |
| 175                | Atsushi Oka ‏               | 49                 |
| 176                | Kosuke Takeyama ‏           | 78                 |
| 177                | Masaki Yamamoto (cyclist) ‏ | 32                 |

| Soudal Quick-Step SOQ | Soudal Quick-Step SOQ | Soudal Quick-Step SOQ |
| --------------------- | --------------------- | --------------------- |
| م                     | عداء                  | مرتبة                 |
| 1                     | جان هيرت              | 14                    |
| 2                     | جوزيف سيرني           | 99                    |
| 3                     | فوستو ماسنادا         | 37                    |
| 4                     | تيم ميرلير (طريق)     | 72                    |
| 5                     | Bert Van Lerberghe ‏   | 74                    |
| 6                     | Mauri Vansevenant ‏    | 2                     |
| 7                     | Jordi Warlop ‏         | 62                    |

| UAE Team Emirates UAD | UAE Team Emirates UAD | UAE Team Emirates UAD |
| --------------------- | --------------------- | --------------------- |
| م                     | عداء                  | مرتبة                 |
| 11                    | دييغو يليسي           | 5                     |
| 12                    | باسكال أكرمان         | 90                    |
| 13                    | دافيد فورمولو         | 26                    |
| 14                    | ريان جيبونز           | 51                    |
| 15                    | فيجارد ستيك لاينجن    | 50                    |
| 16                    | مايكل فينك ‏           | 76                    |

| Intermarché-Circus-Wanty ICW | Intermarché-Circus-Wanty ICW | Intermarché-Circus-Wanty ICW |
| ---------------------------- | ---------------------------- | ---------------------------- |
| م                            | عداء                         | مرتبة                        |
| 21                           | لويس مينتيس                  | 18                           |
| 22                           | Francesco Busatto ‏           | 44                           |
| 23                           | آرنه ماريت ‏                  | 61                           |
| 24                           | Tom Paquot ‏                  | 58                           |
| 25                           | Simone Petilli ‏              | 27                           |
| 26                           | بابتيست بلانكايرت            | 89                           |
| 27                           | Rein Taaramäe                | 4                            |

| Arkéa-Samsic ARK | Arkéa-Samsic ARK  | Arkéa-Samsic ARK |
| ---------------- | ----------------- | ---------------- |
| م                | عداء              | مرتبة            |
| 31               | كريستيان رودريغيز | 8                |
| 32               | جينثي بيرمانز ‏    | 84               |
| 33               | دايفيد ديكر       | 100              |
| 34               | أنتوني ديلابلاسي  | 31               |
| 35               | نيكولاس ايديت     | 33               |
| 36               | Andrii Ponomar ‏   | 43               |
| 37               | ميشيل رييس        | 22               |

| أونو-إكس موبيليتي ‏ UXT | أونو-إكس موبيليتي ‏ UXT | أونو-إكس موبيليتي ‏ UXT |
| ---------------------- | ---------------------- | ---------------------- |
| م                      | عداء                   | مرتبة                  |
| 41                     | كريستوفر هالفورسن      | 71                     |
| 42                     | Louis Bendixen ‏        | 69                     |
| 43                     | Fredrik Dversnes ‏      | 93                     |
| 44                     | Niklas Eg ‏             | 12                     |
| 45                     | تورد غودميستاد ‏        | لم يبدأ-5              |
| 46                     | Magnus Kulset ‏         | 29                     |
| 47                     | لاسي نورمان هانسن      | 101                    |

| AG2R Citroën Team ACT | AG2R Citroën Team ACT | AG2R Citroën Team ACT |
| --------------------- | --------------------- | --------------------- |
| م                     | عداء                  | مرتبة                 |
| 51                    | جريج فان أفرمت        | 42                    |
| 52                    | جيوفري بوشارد         | 3                     |
| 53                    | Stan Dewulf ‏          | 41                    |
| 54                    | Jaakko Hänninen ‏      | 25                    |
| 55                    | Lawrence Naesen ‏      | 59                    |
| 56                    | أوليفر ناسن           | 48                    |
| 57                    | أندريا فيندرام        | 45                    |

| Bora-Hansgrohe BOH | Bora-Hansgrohe BOH | Bora-Hansgrohe BOH |
| ------------------ | ------------------ | ------------------ |
| م                  | عداء               | مرتبة              |
| 61                 | إيمانويل بوخمان    | 13                 |
| 62                 | جيوفاني أليوتي     | لم يبدأ-3          |
| 63                 | Florian Lipowitz ‏  | 53                 |
| 64                 | Ide Schelling ‏     | 28                 |
| 65                 | Cian Uijtdebroeks ‏ | 9                  |
| 66                 | Matt Walls ‏        | لم يبدأ-5          |
| 67                 | Ben Zwiehoff ‏      | 15                 |

| Astana Qazaqstan Team AST | Astana Qazaqstan Team AST | Astana Qazaqstan Team AST |
| ------------------------- | ------------------------- | ------------------------- |
| م                         | عداء                      | مرتبة                     |
| 71                        | أليكسي لوتزينكو           | 19                        |
| 72                        | ليوناردو باسو             | 110                       |
| 73                        | مانويل بوارو              | 88                        |
| 74                        | مارك كافنديش              | 105                       |
| 75                        | Yevgeniy Fedorov ‏         | 77                        |
| 76                        | Martin Laas ‏              | 111                       |
| 77                        | Harold Tejada ‏            | 20                        |

| Movistar Team MOV | Movistar Team MOV  | Movistar Team MOV |
| ----------------- | ------------------ | ----------------- |
| م                 | عداء               | مرتبة             |
| 81                | Matteo Jorgenson ‏  | 1                 |
| 82                | إيمانول إرفيتي     | 66                |
| 83                | Abner González ‏    | 57                |
| 84                | Mathias Norsgaard ‏ | 96                |
| 85                | ماكس كانتر         | 64                |
| 86                | إيفان سوسا         | 47                |
| 87                | كارلوس فيرونا      | 10                |

| Cofidis COF | Cofidis COF      | Cofidis COF      |
| ----------- | ---------------- | ---------------- |
| م           | عداء             | مرتبة            |
| 91          | خيسوس هييرادة    | 7                |
| 92          | François Bidard ‏ | لم يكمل السباق-4 |
| 93          | Wesley Kreder ‏   | 97               |
| 94          | Alexis Renard ‏   | 81               |
| 95          | Rémy Rochas ‏     | 23               |
| 96          | Harrison Wood ‏   | 70               |
| 97          | Axel Zingle ‏     | 73               |

| Lotto Dstny LTD | Lotto Dstny LTD   | Lotto Dstny LTD |
| --------------- | ----------------- | --------------- |
| م               | عداء              | مرتبة           |
| 101             | توماس دي جيندت    | 68              |
| 102             | Arjen Livyns ‏     | 54              |
| 103             | Sylvain Moniquet ‏ | 17              |
| 104             | ميكل شوارزمان     | 95              |
| 105             | روديجر سليج       | 108             |
| 106             | إدواردو سيبولفيدا | 40              |
| 107             | Maxim Van Gils ‏   | 6               |

| بنجوال باوليز ساوكس دبليو بي ‏ BWB | بنجوال باوليز ساوكس دبليو بي ‏ BWB | بنجوال باوليز ساوكس دبليو بي ‏ BWB |
| --------------------------------- | --------------------------------- | --------------------------------- |
| م                                 | عداء                              | مرتبة                             |
| 111                               | Cériel Desal ‏                     | 55                                |
| 112                               | فلوريس دي تير                     | 21                                |
| 113                               | Johan Meens ‏                      | 63                                |
| 114                               | Alexander Salby ‏                  | 83                                |
| 115                               | Lennert Teugels ‏                  | 16                                |
| 116                               | Luca Van Boven ‏                   | 67                                |
| 117                               | Guillaume Van Keirsbulck ‏         | 80                                |

| Equipo Kern Pharma ‏ EKP | Equipo Kern Pharma ‏ EKP | Equipo Kern Pharma ‏ EKP |
| ----------------------- | ----------------------- | ----------------------- |
| م                       | عداء                    | مرتبة                   |
| 121                     | Roger Adrià ‏            | 35                      |
| 122                     | Urko Berrade ‏           | 79                      |
| 123                     | جيوفاني كاربوني         | 24                      |
| 124                     | Pablo Castrillo ‏        | 30                      |
| 125                     | Iván Cobo ‏              | 75                      |
| 126                     | Jordi López (cyclist) ‏  | 56                      |
| 127                     | Danny van der Tuuk ‏     | 91                      |

| برجس بي إتش ‏ BBH | برجس بي إتش ‏ BBH        | برجس بي إتش ‏ BBH |
| ---------------- | ----------------------- | ---------------- |
| م                | عداء                    | مرتبة            |
| 131              | Pelayo Sánchez ‏         | 36               |
| 132              | Rodrigo Álvarez ‏        | 112              |
| 133              | Mario Aparicio ‏         | 46               |
| 134              | Miguel Ángel Fernández ‏ | 106              |
| 135              | Alejandro Franco ‏       | 60               |
| 136              | Ángel Fuentes ‏          | 82               |
| 137              | Victor Langellotti ‏     | 11               |

| فريق سلطنة عمان لسباق الدراجات للرجال‏ OMA | فريق سلطنة عمان لسباق الدراجات للرجال‏ OMA | فريق سلطنة عمان لسباق الدراجات للرجال‏ OMA |
| ----------------------------------------- | ----------------------------------------- | ----------------------------------------- |
| م                                         | عداء                                      | مرتبة                                     |
| 141                                       | Said Al Rahbi ‏                            | 109                                       |
| 142                                       | Abdullah Al-Gueilani‏                      | لم يكمل السباق-2                          |
| 143                                       | Munther Al Hsani‏                          | 87                                        |
| 144                                       | Faisal Al Mammari‏                         | 116                                       |
| 145                                       | Mazin Al Riyami‏                           | 114                                       |
| 146                                       | Mohamed Al Wahibi ‏                        | لم يكمل السباق-5                          |

| Human Powered Health HPM | Human Powered Health HPM | Human Powered Health HPM |
| ------------------------ | ------------------------ | ------------------------ |
| م                        | عداء                     | مرتبة                    |
| 151                      | آلان باناسيك             | 107                      |
| 152                      | ستيفن باسيت              | 94                       |
| 153                      | أوقست جنسن               | 65                       |
| 154                      | Bart Lemmen ‏             | لم يبدأ-3                |
| 155                      | Barnabás Peák ‏           | 92                       |
| 156                      | بنجامين بيري             | 98                       |
| 157                      | Embret Svestad-Bårdseng ‏ | 34                       |

| تيرينجانو سايكلنج تيم ‏ TSG | تيرينجانو سايكلنج تيم ‏ TSG    | تيرينجانو سايكلنج تيم ‏ TSG |
| -------------------------- | ----------------------------- | -------------------------- |
| م                          | عداء                          | مرتبة                      |
| 161                        | يوسف رقيقي                    | 103                        |
| 162                        | Jesse Ewart ‏                  | لم يبدأ-5                  |
| 163                        | Irwandie Lakasek ‏             | 113                        |
| 164                        | Nur Amirul Fakhruddin Mazuki ‏ | 85                         |
| 165                        | جيروين مايرز                  | 104                        |
| 166                        | Sainbayaryn Jambaljamts ‏      | 39                         |
| 167                        | Harrif Saleh ‏                 | 115                        |

| JCL Team Ukyo ‏ JCL | JCL Team Ukyo ‏ JCL         | JCL Team Ukyo ‏ JCL |
| ------------------ | -------------------------- | ------------------ |
| م                  | عداء                       | مرتبة              |
| 171                | بنجامين براديس             | 52                 |
| 172                | Manabu Ishibashi ‏          | 102                |
| 173                | Yūma Koishi ‏               | 38                 |
| 174                | ريمون كريدر                | 86                 |
| 175                | Atsushi Oka ‏               | 49                 |
| 176                | Kosuke Takeyama ‏           | 78                 |
| 177                | Masaki Yamamoto (cyclist) ‏ | 32                 |

## التصنيف العام النهائي
| التصنيف العام         | التصنيف العام      | التصنيف العام            | التصنيف العام  | التصنيف العام |
| العداء                | العداء             | الفريق                   | الوقت          |               |
| --------------------- | ------------------ | ------------------------ | -------------- | ------------- |
| 1                     | Matteo Jorgenson ‏  | موفيستار                 | 19 س 56 د 21 ث |               |
| 2                     | Mauri Vansevenant ‏ | Soudal Quick-Step        | + 1 ث          |               |
| 3                     | جيوفري بوشارد      | AG2R Citroën Team        | + 28 ث         |               |
| 4                     | رين تاراما         | Intermarché-Circus-Wanty | + 46 ث         |               |
| 5                     | دييغو يليسي        | فريق الإمارات            | + 48 ث         |               |
| 6                     | Maxim Van Gils ‏    | Lotto Dstny              | + 58 ث         |               |
| 7                     | خيسوس هييرادة      | Cofidis                  | + 1 د 20 ث     |               |
| 8                     | كريستيان رودريغيز  | اركيا سامسيك             | + 1 د 22 ث     |               |
| 9                     | Cian Uijtdebroeks ‏ | بورا هانسغروه            | + 1 د 36 ث     |               |
| 10                    | كارلوس فيرونا      | موفيستار                 | + 1 د 37 ث     |               |
|                       |                    |                          |                |               |
| مصدر: ProCyclingStats |                    |                          |                |               |

### تصنيف النقاط
| تصنيف النقاط          | تصنيف النقاط       | تصنيف النقاط      | تصنيف النقاط | تصنيف النقاط |
| العداء                | العداء             | الفريق            | النقاط       |              |
| --------------------- | ------------------ | ----------------- | ------------ | ------------ |
| 1                     | Matteo Jorgenson ‏  | موفيستار          | 34 نقطة      |              |
| 2                     | Mauri Vansevenant ‏ | Soudal Quick-Step | 33 نقطة      |              |
| 3                     | دييغو يليسي        | فريق الإمارات     | 31 نقطة      |              |
| 4                     | Maxim Van Gils ‏    | Lotto Dstny       | 22 نقطة      |              |
| 5                     | Axel Zingle ‏       | Cofidis           | 21 نقطة      |              |
| 6                     | خيسوس هييرادة      | Cofidis           | 20 نقطة      |              |
| 7                     | جيوفري بوشارد      | AG2R Citroën Team | 18 نقطة      |              |
| 8                     | تيم ميرلير         | Soudal Quick-Step | 17 نقطة      |              |
| 9                     | كريستيان رودريغيز  | اركيا سامسيك      | 14 نقطة      |              |
| 10                    | دايفيد ديكر        | اركيا سامسيك      | 12 نقطة      |              |
|                       |                    |                   |              |              |
| مصدر: ProCyclingStats |                    |                   |              |              |

## تصنيف الفرق

### الفرق حسب الوقت
| تصنيف الفرق حسب الوقت | تصنيف الفرق حسب الوقت    | تصنيف الفرق حسب الوقت | تصنيف الفرق حسب الوقت |
| الفريق                | الفريق                   | الوقت                 |                       |
| --------------------- | ------------------------ | --------------------- | --------------------- |
| 1                     | بورا هانسغروه            | 59 س 55 د 12 ث        |                       |
| 2                     | Soudal Quick-Step        | + 2 د 36 ث            |                       |
| 3                     | Intermarché-Circus-Wanty | + 2 د 46 ث            |                       |
| 4                     | اركيا سامسيك             | + 2 د 47 ث            |                       |
| 5                     | AG2R Citroën Team        | + 4 د 52 ث            |                       |
|                       |                          |                       |                       |
| مصدر: ProCyclingStats |                          |                       |                       |

## تصانيف فرعية

### تصنيف أفضل شاب
| تصنيف أفضل شاب        | تصنيف أفضل شاب           | تصنيف أفضل شاب            | تصنيف أفضل شاب | تصنيف أفضل شاب |
| العداء                | العداء                   | الفريق                    | الوقت          |                |
| --------------------- | ------------------------ | ------------------------- | -------------- | -------------- |
| 1                     | Matteo Jorgenson ‏        | موفيستار                  | 19 س 56 د 21 ث |                |
| 2                     | Mauri Vansevenant ‏       | Soudal Quick-Step         | + 1 ث          |                |
| 3                     | Maxim Van Gils ‏          | Lotto Dstny               | + 58 ث         |                |
| 4                     | Cian Uijtdebroeks ‏       | بورا هانسغروه             | + 1 د 36 ث     |                |
| 5                     | Sylvain Moniquet ‏        | Lotto Dstny               | + 2 د 44 ث     |                |
| 6                     | ميشيل رييس               | اركيا سامسيك              | + 3 د 27 ث     |                |
| 7                     | Ide Schelling ‏           | بورا هانسغروه             | + 5 د 38 ث     |                |
| 8                     | Magnus Kulset ‏           | أونو اكس برو سايكلنج تيم ‏ | + 5 د 41 ث     |                |
| 9                     | Pablo Castrillo ‏         | Equipo Kern Pharma ‏       | + 6 د 01 ث     |                |
| 10                    | Embret Svestad-Bårdseng ‏ | Human Powered Health      | + 6 د 35 ث     |                |
|                       |                          |                           |                |                |
| مصدر: ProCyclingStats |                          |                           |                |                |

## وصلات خارجية
- الموقع الرسمي
- لمحة عن سباق طواف عمان 2023 على موقع  ProCyclingStats   (برو  سايكلنج  ستاتس) - إحصاءات  محترفي  الدراجات.
- طواف عمان 2023 على موقع إحصائيات الدراجات الإحترافية (الإنجليزية)